# Zhejiang New Century Tourism Volleyball
Zhejiang New Century Tourism Volleyball (chiń. 浙江开元女子排球队; pinyin Zhèjiāng Kāiyuán Nǚzǐ Páiqiúduì) – żeński klub piłki siatkowej z Chin. Swoją siedzibę ma w Zhejiang.

## Sukcesy
Mistrzostwo Chin:
- 2013-14
- 1998-99, 2016-17
- 1996-97, 1997-98, 2004-05, 2012-13